# Tuffy
Tuffy, conosciuto anche come Nibbles, è un personaggio immaginario della serie di cortometraggi animati Tom & Jerry. È un topolino grigio orfano, nipote del protagonista Jerry il topo, e indossa sempre un pannolino. Nei fumetti pubblicati in Italia è stato chiamato anche Soldino.

## Origini e sviluppo
Il personaggio fu creato espressamente per i fumetti da Oskar Lebeck e Gaylord DuBois, e fece la sua prima apparizione nel primo numero del mensile Our Gang Comics del settembre 1942, nella storia "Everybody's in bed...". Il mensile aveva come protagonisti i personaggi della serie Simpatiche canaglie, ma avrebbe cambiato titolo in Tom and Jerry Comics nel 1949. Nella storia, Jerry e Tuffy cercano di razziare il frigorifero, ma sono ostacolati da Tom il gatto. Pur portando un pannolino, nei primi fumetti Tuffy era alto come Jerry e non aveva legami di parentela con lui.
Anni dopo, William Hanna e Joseph Barbera decisero di utilizzare il personaggio anche al cinema, nel corto A caccia di latte (1946). In esso, Tuffy (ribattezzato Nibbles) è un topolino sempre affamato che viene abbandonato davanti alla casa di Jerry. Subito dopo, il Tuffy dei fumetti subì una retcon stilistica per adattarsi alla sua versione rimpicciolita apparsa nei cinema, pur mantenendo il suo vecchio nome. Nel corto premio Oscar Piccolo orfano (1949) apparve nuovamente un topolino di nome Nibbles, il quale però è un orfano che Jerry accetta di ospitare solo per la cena del Giorno del ringraziamento. Nel corto Vita con Tom (1953) viene cambiata la sua relazione con Jerry, facendo diventare Tuffy/Nibbles suo nipote.
Ne Il piccolo orfano (1957), remake in Cinemascope del corto del 1949, Tuffy fu per la prima volta chiamato con tale nome anche nei cartoni animati. Da allora, il personaggio è stato chiamato quasi sempre Tuffy, benché negli anni novanta e duemila sia talvolta riaffiorato il nome Nibbles. Tra le opere in cui esso viene usato, sono da segnalare il film direct-to-video del 2002 Tom & Jerry e l'anello incantato (in cui però il personaggio non conosce affatto Jerry) e la serie TV Tom & Jerry Tales. Inoltre, il personaggio è stato chiamato Nibbles nei libri Hanna-Barbera Cartoons di Michael Mallory e The Hanna-Barbera Treasury di Jerry Beck.